# Zone vietnamienne démilitarisée

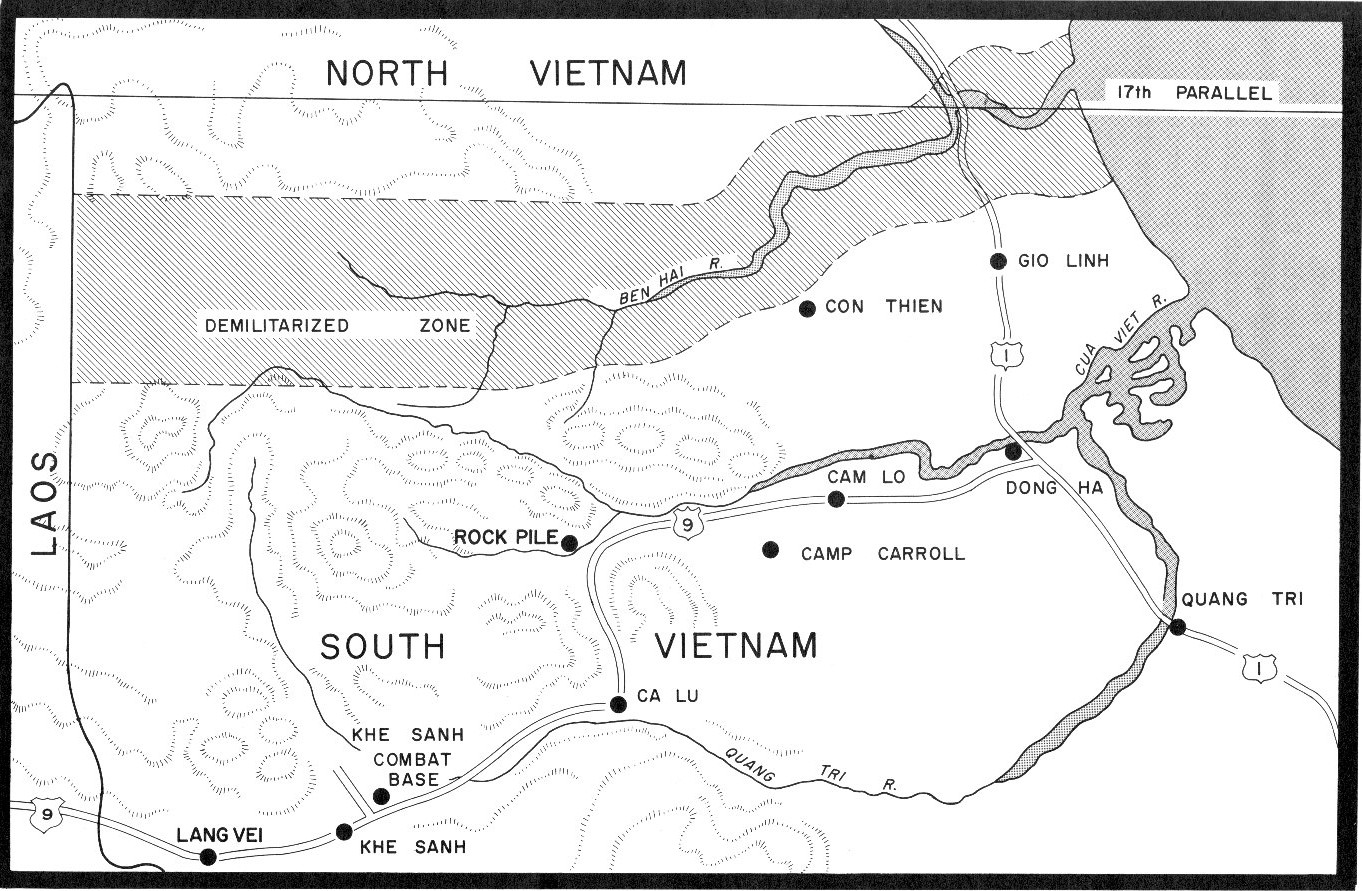
Carte de la zone vietnamienne démilitarisée.

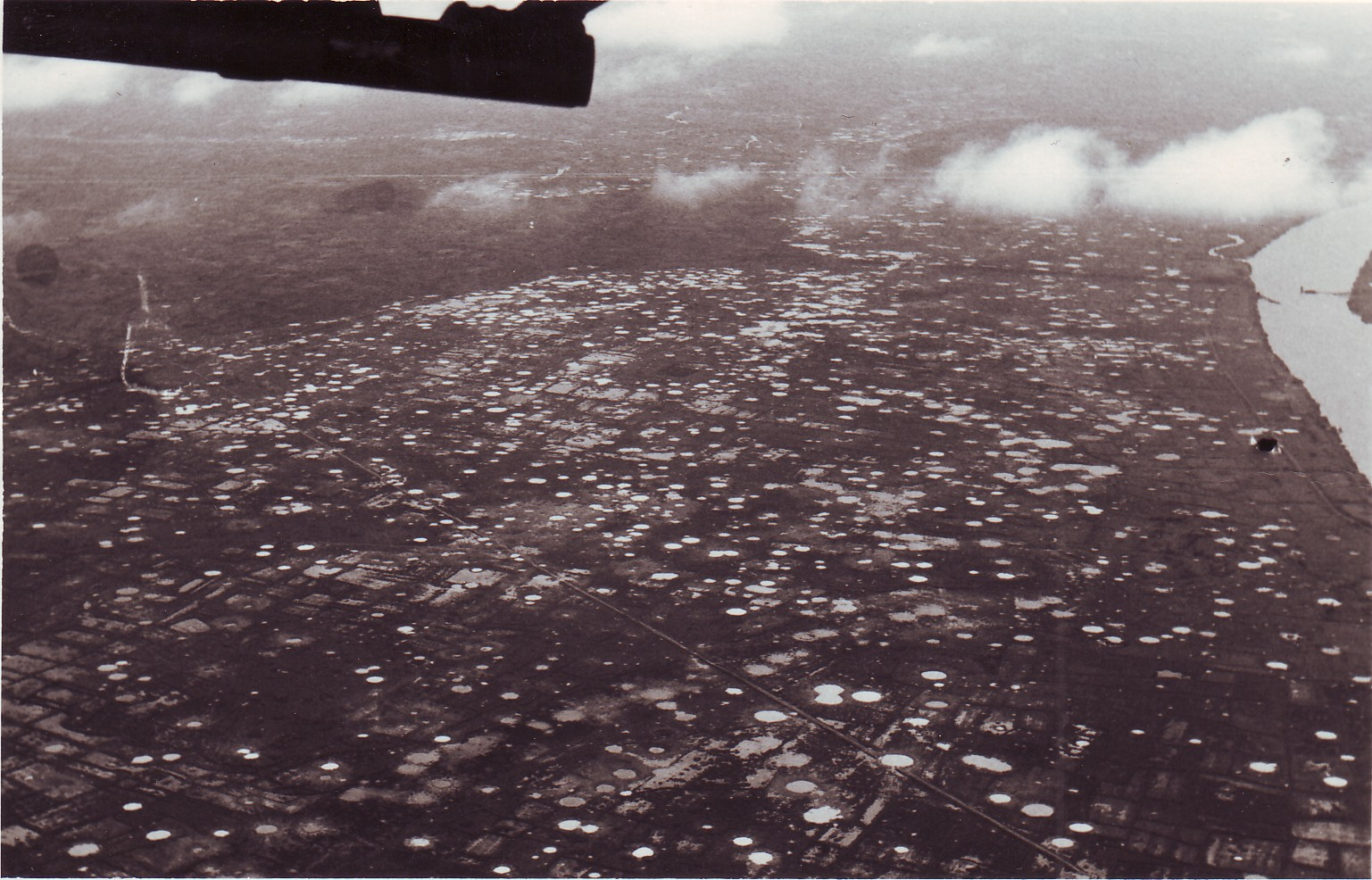
La zone vietnamienne démilitarisée entre le Nord et le Sud-Vietnam, en mars 1968.

La zone vietnamienne démilitarisée était une ligne de démarcation entre le Nord et le Sud-Vietnam créée à la suite de la guerre d'Indochine. Durant la guerre du Vietnam, de violents combats se déroulèrent vers cette zone.

## Géographie
Cette zone démilitarisée se situait au niveau du 17e parallèle nord, à une centaine de kilomètres au nord de la ville de Hué et s'étirait de la côte à la frontière du Laos, sur une largeur approximative de 10 km. Elle fut établie lors de la partition du Vietnam à la suite des Accords de Genève, ratifiés en 1954 et avait également pour rôle de barrer la piste Hô Chi Minh.

## Historique
Les villes de Quảng Trị et du district de Khe Sanh, situées au sud de la zone démilitarisée, seront notamment le théâtre de violents combats durant la guerre du Vietnam. Cette ligne de démarcation sera abrogée de jure à la réunification du Vietnam, en 1976. Elle attire aujourd'hui les touristes :  la zone démilitarisée peut en effet être visitée, en se joignant à l'une des différentes visites organisées tous les jours au départ de Hué. La marche en dehors des pistes balisées peut toutefois être encore dangereuse en raison de nombreuses munitions non-explosées. 
Depuis 1975, 5 000 personnes ont ainsi trouvé la mort en raison de mines ou munitions non-explosées.